# Stammobile Manufacturing Company
Stammobile Manufacturing Company war ein US-amerikanischer Hersteller von Automobilen.

## Unternehmensgeschichte
Das Unternehmen wurde 1900 in Stamford in Connecticut gegründet. Im gleichen Jahr begann die Produktion von Automobilen. Der Markenname lautete Stammobile. 1901 endete die Produktion.

## Fahrzeuge
Im Angebot standen ausschließlich Dampfwagen. Sie hatten einen Dampfmotor mit zwei Zylindern. Er trieb über eine Kette die Hinterachse an. Die Basis der Fahrzeuge bildete ein Rohrrahmen. Der offene Aufbau bot Platz für vier Personen.